# An Post-Chainreaction
An Post-Chainreaction is een voormalige Ierse wielerploeg. De ploeg was actief in het peloton tussen 2006 en 2017 en had achtereenvolgens een Ierse (2006-2009), Belgische (2010-2013) en Ierse (2014-2017) licentie. 
De ploeg werd geleid door ex-renner Seán Kelly.
Eind 2017 kwam het bericht dat het team ophield te bestaan, ze hopen in 2019 wel een doorstart te maken.